# Wettex

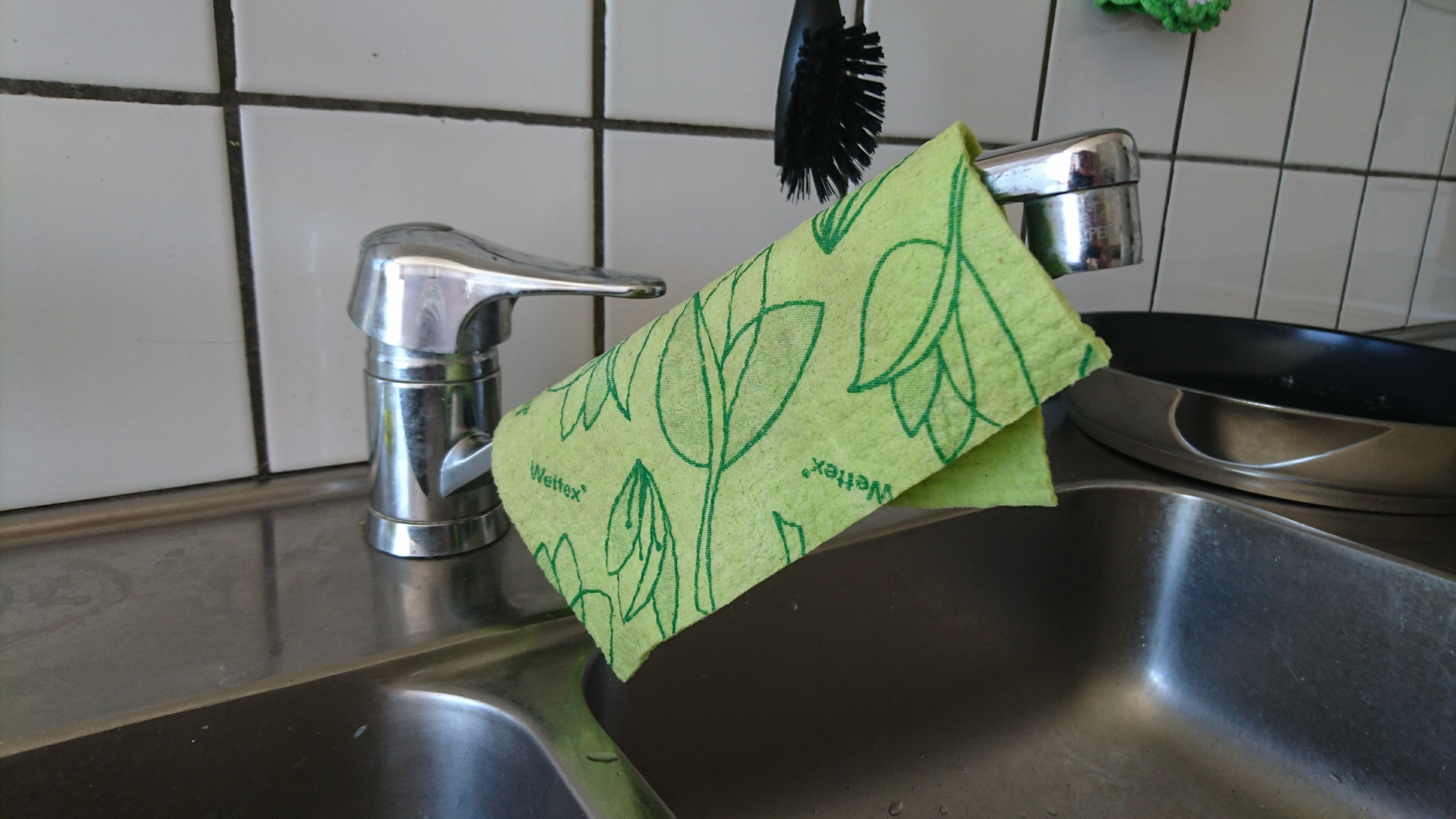
Trasa från Wettex.

Wettex är ett varumärke för en svensk komposterbar svampduk i naturmaterial som uppfanns 1949 av Curt Lindquist. Sedan 1990 ingår tillverkningen i Freudenberg & Co (Vileda).

## Historik
Civilingenjören Curt  Lindquist (1908–1988) uppfann Wettex när han arbetade på Celloplast i Norrköping som ägdes av Kooperativa förbundet. Lindquist började arbeta på AB Nordisk Silkescellulosa som år 1951 antog namnet AB Celloplast.
Verksamheten flyttade från Stockholm till Norrköping. Lindquist skapade ett korvskinn av cellulosa på 1930-talet som KF nappade på då det rådde brist på tarmar. Lindquist anställdes på Celloplastfabriken och avancerade till chef för verksamheten 33 år gammal år 1942. Fabriken tillverkade då tvättsvampar och korvskinn av cellulosa. Lindquist började experimentera och lät tvättsvampar gå genom en köttkvarn. För att hålla samman materialet tillsatte han bomull. Namnet föreslogs av Lindquists hustru Margareta, (Magge)  f. Ellsén. Det är en sammandragning av engelskans wet textile. År 1949 godkändes patentet för Wettex.
Sedan 1960-talet säljs Wettex i ett 50-tal länder. AB Celloplast bytte namn till Teno AB år 1984. Teno AB blev senare Wettex AB. År 1990 sålde Kooperativa förbundet Wettex AB till Freudenberg & Co (Vileda). Freudenberg inledde en modernisering av fabriken med nya maskiner och ny teknik. Det svenska dotterbolaget Freudenberg Home and Cleaning Solutions AB tog över tillverkningen.
Historien om Wettex återges i boken Käraste disktrasa – historien om en uppfinning från Sverige.

## Tillverkning och produkter
Svampduken är en fiberduk som består av regenererad cellulosa förstärkt med bomullsfiber. Wettex har som främsta syfte att torka upp vätskor. Exempel på användningsområden är allmän rengöring, sanitet och kök. Årsproduktionen ligger på 220 miljoner trasor.

### Tillverkningsprocess
När man tillverkar trasan måste bomullsfibrerna först beredas genom lutbehandling och cellulosamassan lösas med hjälp av bland annat koldisulfid och xantogenat. Man blandar senare den lutbehandlade bomullen och xantogenatet och då bildas viskos. I denna process tillsätts glaubersalt som smälter i massan och bildar droppar som hindrar cellulosabildning. När detta senare tvättas bort har det bildats hålrum i svampduken.
Textilmassan levereras av Södra Skogsägarna.